# Croix de guerre

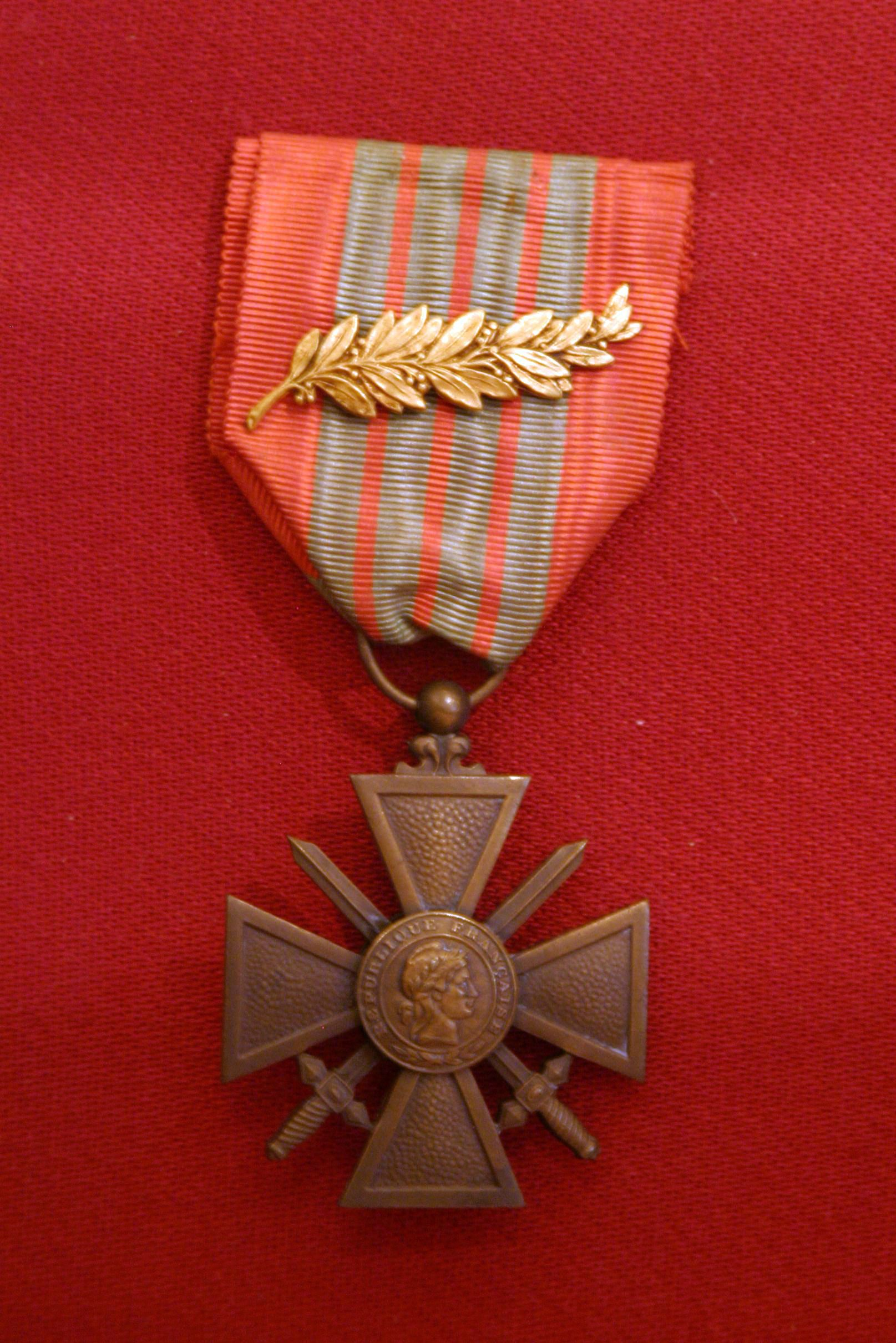
Croix de guerre 1939–1945 mit Palmenzweig

Das Croix de guerre (deutsch Kriegskreuz) wurde erstmals am 8. April 1915 durch den französischen Staatspräsidenten Raymond Poincaré gestiftet. Die Auszeichnung wird an Offiziere, Unteroffiziere, Mannschaften, Einheiten und Institutionen verliehen, die sich in Kriegszeiten und bei militärischen Aktionen besonders ausgezeichnet haben. Eine Verleihung an Ausländer ist zulässig, wenn die Verleihungskriterien erfüllt werden.

## Ordensdekoration
Das Ordenszeichen ist ein aus Bronze gefertigtes Kreuz mit gekreuzten Schwertern durch die Kreuzwinkel. Im Medaillon der nach links gewendete Kopf der Marianne mit der Umschrift RÉPUBLIQUE FRANÇAISE (Französische Republik). Das Kreuz unterscheidet sich in seinen verschiedenen Stiftungen lediglich durch ein differierendes Medaillon auf der Rückseite.

## Stiftungen

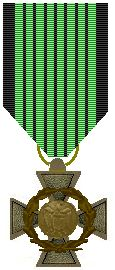
Croix de guerre Légionnaire de la L.V.F.

Beim französischen Croix de guerre unterscheidet man zwischen vier verschiedenen Stiftungen.

### Croix de guerre 1914–1918
Im Medaillon finden sich die Jahreszahlen 1914 1918. Abweichend davon existieren noch folgende Versionen: 1914 1915, 1914 1916 und 1914 1917. Das Band ist grün mit fünf roten Streifen.

### Croix de guerre des Théâtres d’Opérations Extérieurs
Da das Croix de guerre ausschließlich als Auszeichnung für Verdienste während des Ersten Weltkriegs gestiftet wurde, war es für die französische Regierung unumgänglich, eine weitere Auszeichnung zu schaffen, die jedoch den gleichen Charakter besitzen sollte. Grund waren die anhaltenden militärischen Auseinandersetzungen beispielsweise in Marokko. Daher wurde am 30. April 1921 das Croix de guerre des Théâtres d’Opérations Extérieurs gestiftet, das bis heute verliehen wird, so z. B. während des Koreakrieges oder der NATO-Einsätze im Kosovokrieg sowie dem Irakkrieg 1991 (Zweiter Golfkrieg).
Die Inschrift im Medaillon lautet THÉÂTRES D’OPÉRATIONS EXTÉRIEURS und das Band ist hellblau mit breiten roten Randstreifen.

### Croix de guerre 1939–1945
Am 26. September 1939 gestiftet und zeigt im Medaillon die Jahreszahlen 1939 1945. Das Band ist rot mit vier grünen Streifen.

### Croix de guerre Légionnaire de la L.V.F.
Wurde per Dekret Nr. 704 vom 18. Juli 1942 durch die Vichy-Regierung gestiftet und war zur Auszeichnung von Angehörigen der an der Seite Deutschlands kämpfenden Französischen Legion vorgesehen. Die ersten Verleihungen fanden am 27. August 1942 im Hof des Hôtel des Invalides in Paris statt. Nach dem Sturz des Regimes ist das Tragen der Auszeichnung seit dem 7. Januar 1944 verboten.
Das Croix de guerre Légionnaire de la L.V.F. zeigt im Medaillon, das von einem nach oben offenen Lorbeerkranz umschlossen ist, einen nach links blickenden Adler. Dieser trägt auf der Brust einen Wappenschild mit der Aufschrift FRANCE. Rückseitig ist die dreizeilige Inschrift CROIX DE GUERRE LÉGIONNAIRE zu lesen.

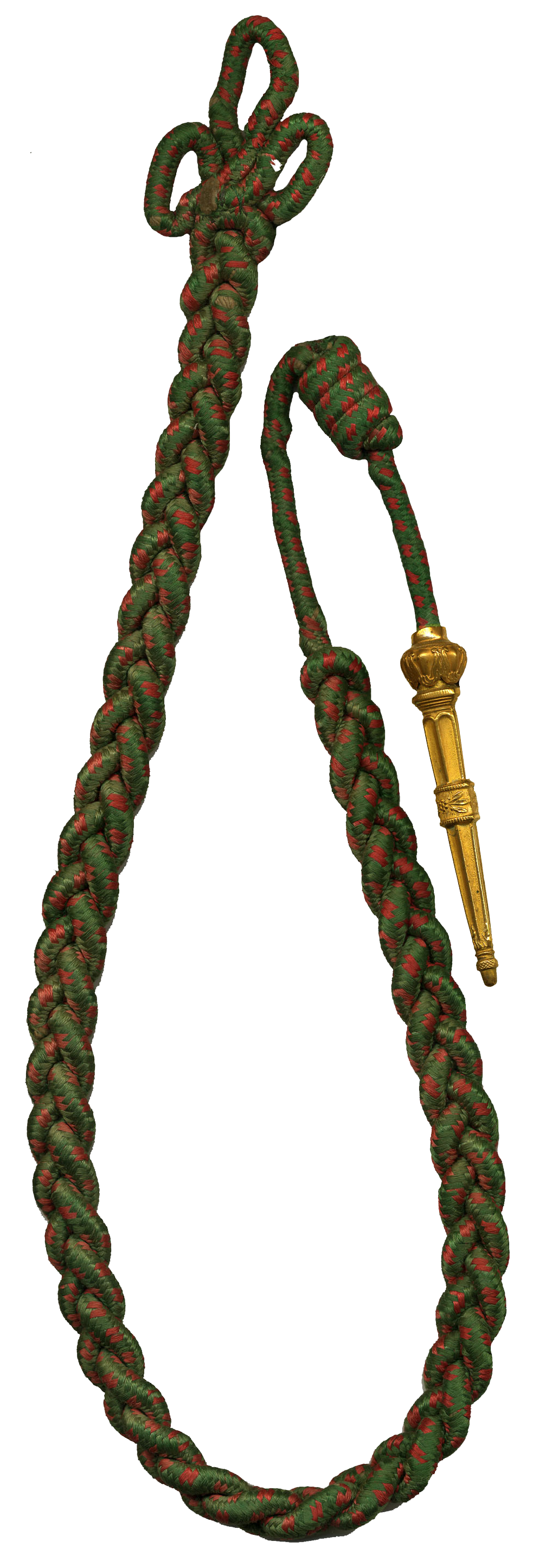
Fourragère des CdG

## Trageweise
Jeweils am Band auf der linken Brustseite. Die Soldaten der Einheiten, denen das CdG verliehen wurde, haben das Recht, an der Uniform die (rotgrüne) Fourragère (Schulterschnur) des CdG zu tragen.

## Sonstiges
Zusätzlich kann das Croix de guerre mit verschiedenen Bandauflagen verliehen werden: mit einem bronzenen Palmenzweig für ehrenvolle Nennung im Armeebericht, mit einem goldenen Stern für Nennung im Bericht des Armeekorps, mit einem silbernen Stern für Nennung in einem Divisionsbericht und mit einem bronzenen Stern für Nennung in einem Brigade- oder Regimentsbericht.
Die Anzahl der Auflagen ist gleich der Anzahl der Nennungen und individuell möglich (d. h. es gibt keine Abstufungen).

## Bekannte Träger der Auszeichnung
Croix de guerre 1914–1918
- Milunka Savić (zwischen 1888 und 1890–1973), serbische Kriegsheldin (die einzige Frau neben Susan Travers, der dieses Croix de guerre verliehen wurde)
- Henri Mathias Berthelot (1861–1931), französischer General
- Georges Boillot (1884–1916), Rennfahrer und Kampfflieger
- Basil Brooke, 1. Viscount Brookeborough (1888–1973), dritter Premierminister Nordirlands
- Stanley Bruce (1883–1967), Soldat (Australien)
- Louis de Cazenave (1897–2008), Soldat
- Blaise Cendrars (1887–1961), Schriftsteller, Korporal der Fremdenlegion[1]
- Charles Crupelandt (1886–1955), Soldat
- André Frédéric Cournand (1895–1988), Mediziner und späterer Nobelpreisträger[2]
- Paul Deman (1889–1961), militärischer Nachrichtendienst
- André Dubonnet (1897–1980), französischer Unternehmer, Ingenieur und Autorennfahrer
- Paul Fallot (1889–1960), Geologe und Paläontologe
- Vivian Hunter Galbraith (1889–1976), britischer Historiker
- Floyd Gibbons (1887–1939), US-amerikanischer Kriegsberichterstatter, Radiomoderator, Buchautor
- Henry Noel Marryat Hardy (1884–1968), britischer Schiffskommandant
- Michel Hollard (1898–1993), französischer Ingenieur, Offizier und Widerstandskämpfer
- Émile Magne (1877–1953), Kunsthistoriker und Literaturkritiker
- Rodion Malinowski (1898–1967), Fremdenlegionär 1918, Marschall der Sowjetunion
- Robert Poirier (1894–1949), französischer Flieger, Résistancekämpfer und Autorennfahrer
- René Riffaud (1898–2007), Soldat
- Alan Seeger (1888–1916), US-amerikanischer Poet
- Paul Teste (1892–1925), Pionier der französischen Marinefliegerei
- Eugène Tisserant (1884–1972), Priester, Orientalist und Kardinaldekan der katholischen Kirche
- Cher Ami (1918–1919), Brieftaube
- Alvin C. York (1887–1964), Soldat (USA)
- Gaëtan Gatian de Clérambault (1872–1934), französischer Psychiater
- Eugène Schueller (1881–1957), Unternehmer
- Ypern, Stadt in Belgien
- Verdun, Stadt in Frankreich
- Gladys Széchényi-Vanderbilt (1886–1965), Milliardärstochter, Frau von Botschafter Graf László Széchenyi de Sárvár-Felsövidék

Croix de guerre 1939–1945
- Ahmed Ben Bella (1916–2012), Staatschef Algeriens
- Pierre Clostermann (1921–2006), Leutnant (Frankreich)
- Henri Deplante (1907–1996), Luftfahrtingenieur, Mitglied der Résistance (Frankreich)
- Avery Dulles SJ (1918–2008), Kardinal (USA) (1945)
- James M. Gavin (1907–1990), Generalleutnant (USA)
- Michał Gutowski (1910–2006), Brigadegeneral (Polen)
- Virginia Hall (1906–1982), amerikanische Spionin, half beim Aufbau der Résistance in Frankreich[3]
- John Howard (1912–1999), Major (Vereinigtes Königreich)
- Michel Hollard (1898–1993), französischer Ingenieur, Offizier und Widerstandskämpfer
- Hugh Llewellyn Glyn Hughes (1892–1973), Militärarzt (Vereinigtes Königreich)
- Yvonne-Aimée de Jésus (1901–1951), Nonne, (Frankreich)
- Homer Ledbetter (1910–1946), Lieutenant Colonel (USA)
- Dragoljub Draža Mihailović (1893–1946), General (Serbien)
- Audie L. Murphy (1925–1971), Major (USA)
- Lucien Neuwirth (1924–2013), französischer Politiker, Mitglied der Résistance
- Abbé Pierre (1912–2007), Priester (Frankreich)
- Robert Poirier (1894–1949), französischer Flieger, Résistancekämpfer und Autorennfahrer
- Simone Segouin (1925–2023), Deckname Nicole Minet, Mitglied der Résistance
- Nancy Wake (1912–2011), Mitglied der Résistance

Croix de guerre des Théâtres d’Opérations Extérieures
- Robert Jacquinot de Besange (1878–1946), französischer Jesuit, Gründer einer Schutzzone für die Zivilbevölkerung im zweiten japanisch-chinesischen Krieg